# آبشار بریدال ویل (کانادا)
آبشار بریدال ویل  (به انگلیسی: Bridal Veil Falls) آبشاری است که در کشور کانادا واقع شده‌است و بلندترین ریزشگاه آن ۱۱ متر ارتفاع دارد. حوضهٔ آبریز این آبشار، رود کاگاونگ است.